# Schienenzeppelin

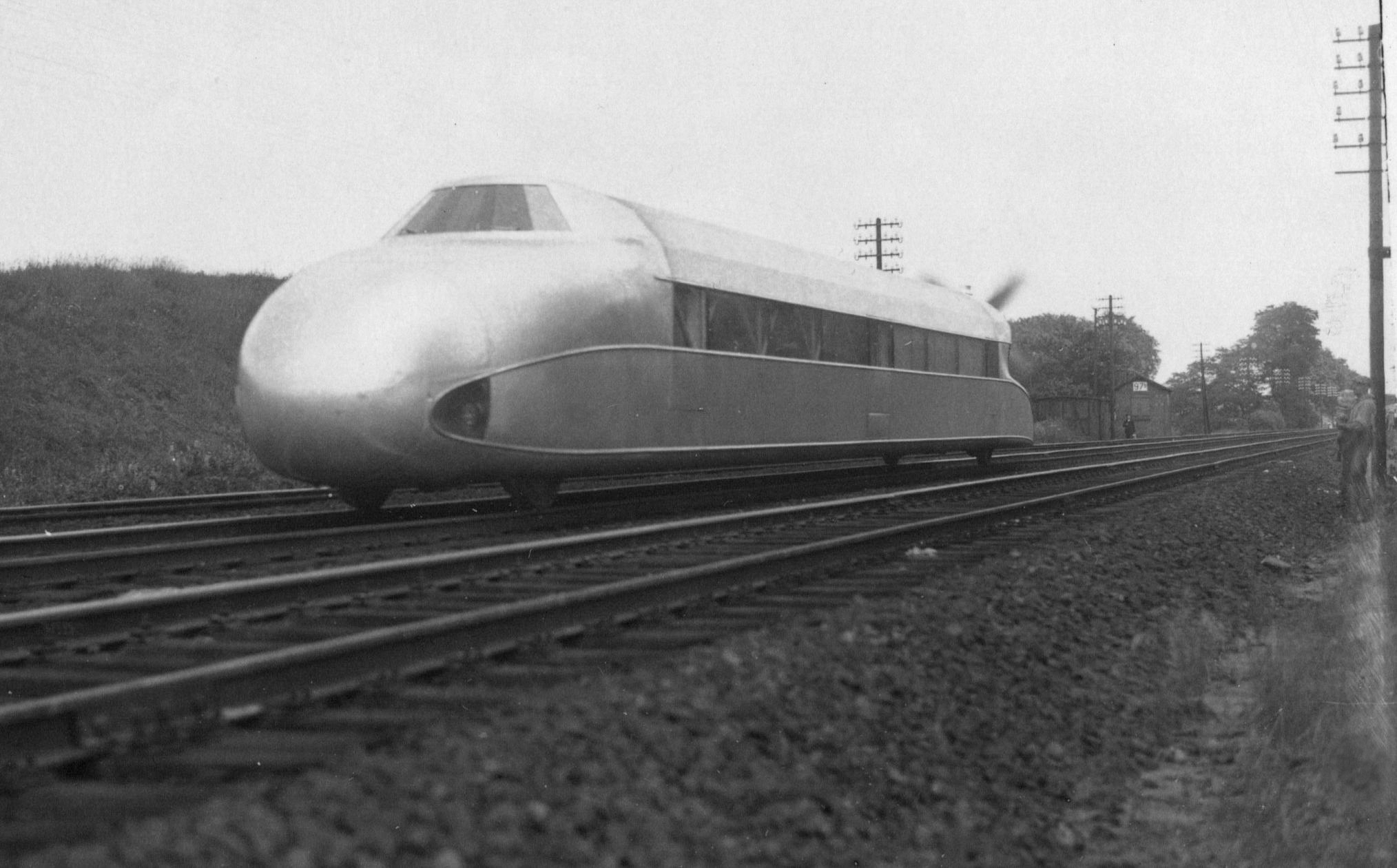
Lo Schienenzeppelin in corsa

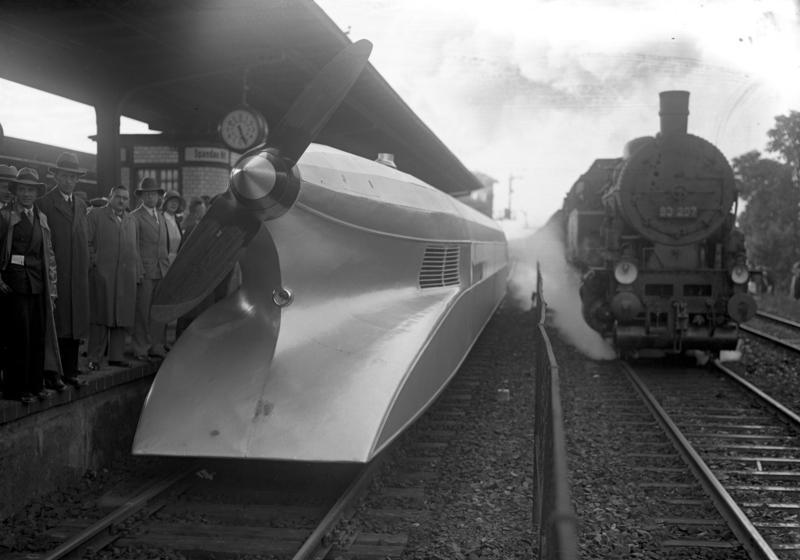
Il retro dello Schienenzeppelin con in evidenza l'elica a due pale del propulsore.

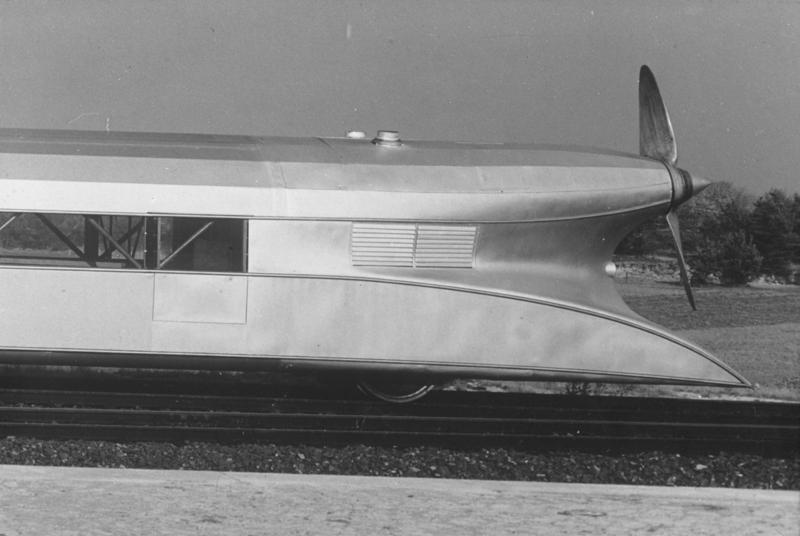
Un'altra prospettiva del retro dello Schienenzeppelin.

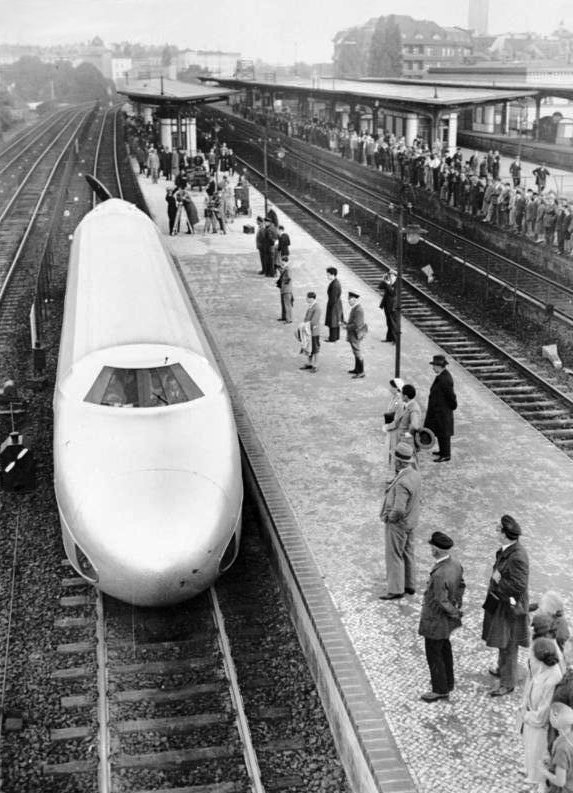
Lo Schienenzeppelin in sosta presso la stazione di Berlino-Stresow (all'epoca chiamata stazione di Berlino-Spandau), 21 giugno 1931.

Lo Schienenzeppelin, detto anche Zeppelin su rotaia, fu un rotabile sperimentale propulso da motore aeronautico in configurazione spingente.

## Caratteristiche
Fu disegnato e sviluppato nelle officine Hannover-Leinhausen dall'ingegnere aeronautico Franz Kruckenberg nel 1929. Il progetto venne concretizzato in un solo esemplare e rimase allo stadio di prototipo viaggiante.
Lo Schienenzeppelin aveva un aspetto che ricordava vagamente un dirigibile Zeppelin: per questo motivo ne assunse il nome da cui derivò anche il soprannome Zeppelin su rotaia.

## Storia
Lo Schienenzeppelin venne costruito all'inizio del 1930 nelle officine Hannover-Leinhausen delle Deutsche Reichsbahn (DRG). Il lavoro ebbe termine nell'autunno dello stesso anno. Il rotabile era lungo 25,85 m ed aveva solo due assi, con un passo di 19,6 m. La larghezza era di 2,8 m.
La propulsione era basata sul BMW VI, un motore ad uso aeronautico 12 cilindri a V di 60° raffreddato ad acqua, erogante nella configurazione usata, 600 CV (441 kW). Questo azionava un'elica a passo fisso realizzata in legno di frassino, inizialmente a quattro pale in seguito passata alla soluzione bipala, alla quale era stata data una angolazione di 7°30' verso l'alto rispetto all'asse longitudinale del mezzo, in modo da fornire al veicolo la corretta stabilità.
Lo chassis dello Schienenzeppelin era disegnato aerodinamicamente in modo da avere una certa rassomiglianza con i dirigibili, al tempo molto popolari, della Zeppelin ed era costruito con un'architettura di tipo aeronautico per ridurne il peso. Gli interni del rotabile erano spartani e disegnati in stile Bauhaus.
Il 10 maggio 1931, il treno superò la velocità di 200 km/h per la prima volta. Successivamente, venne esibito al pubblico in giro per la Germania. Il 21 giugno 1931 il treno mise a segno un nuovo record mondiale di velocità raggiungendo 230 km/h sulla linea Berlino-Amburgo tra Karstädt e Dergenthin; questo limite non venne raggiunto da nessun altro treno fino al 1954. Il rotabile detiene ancora il record di velocità per veicoli ferroviari a trazione termica. L'alta velocità era resa possibile tra l'altro dal basso peso totale che era di sole 20,3 t.
Nel 1932 Kruckenberg iniziò un nuovo progetto nel quale il rotabile presentava significative modifiche. Era troncato proprio davanti alle ruote, con un frontale del tutto nuovo, con un carrello biassiale simile a quello dell'ultimo rotabile Class SVT 137.155. L'asse posteriore rimase singolo come nel primo.  Le modifiche furono completate nel novembre 1932.  Era usato ancora una volta un motore avio, tuttavia, la trasmissione di potenza era idraulica mediante due convertitori di coppia Föttinger per entrambe le direzioni di marcia montati sul carrello anteriore. Tali cambiamenti trasformarono il rotabile dall'iniziale rodiggio 1-1 nel finale B-1 con l'asse anteriore sostituito da un carrello. Questa versione del veicolo raggiunse i 180 km/h all'inizio del 1933.
Considerati i numerosi problemi riscontrati con il prototipo Schienenzeppelin, la DRG decise di procedere per proprio conto e proseguire nello sviluppo di un rotabile ad elevata velocità. Nel 1933 la DRG costruì un veicolo ad alta velocità  di proprio disegno che venne chiamato l'Amburghese volante. Il nuovo progetto era utilizzabile per servizio regolare e servì anche come base per gli ulteriori sviluppi progettuali. Comunque molte delle idee di Kruckenberg, basate sugli esperimenti con gli Schienenzeppelin e i viaggi ad alta velocità trovarono più tardi espressione nel disegno dei rotabili della Deutsche Reichsbahn.
All'inizio del 1934 il treno fu ricostruito per l'ultima volta con un motore Maybach GO 5. Nel luglio 1934 venne venduto alla Deutsche Reichsbahn per 10 000 RM. Cinque anni più tardi, nel 1939 lo zeppelin su rotaia venne infine smantellato dato che il suo materiale era richiesto per necessità belliche.

## Limitazioni
Il fallimento degli Schienenzeppelin è stato attribuito da tutti alla pericolosità dell'uso di un propulsore ad elica in stazioni affollate ed alla netta competizione in atto tra la società di Kruckenberg e i differenti progetti di costruzione di rotabili veloci approntati dalla Deutsche Reichsbahn.
Uno degli svantaggi del rotabile zeppelin era la seria difficoltà di poter aggiungere ulteriori vagoni per formare un treno, a causa della sua forma costruttiva. Inoltre il treno non poteva utilizzare il suo propulsore per i piccoli movimenti dato che il flusso dinamico dell'aria era efficace solo a regimi di rotazione elevati. Ciò richiedeva, per esempio per le piccole manovre in stazione, l'uso di un apposito motore addizionale.

## Nella cultura di massa

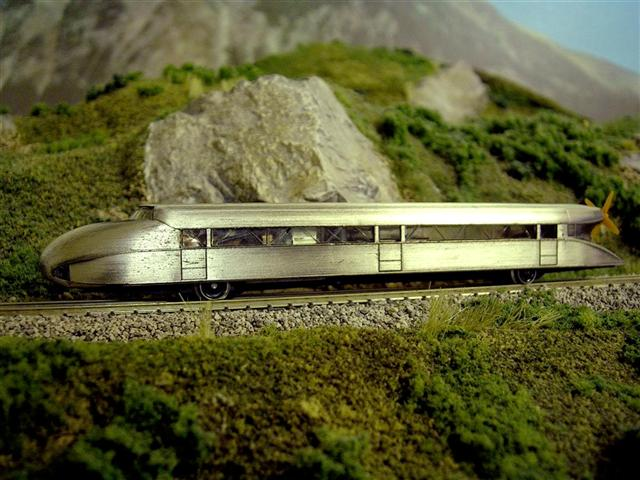
Il modellino in scala Z della Märklin.

### Modellismo in scala
Varie versioni di modellini in scala dello Schienenzeppelin sono state prodotte dal produttore tedesco Märklin, in scala Z e scala H0.

### Musica
Lo Schienenzeppelin è protagonista, attraverso alcuni spezzoni di film d'epoca e fotografie originali, del video musicale del brano del gruppo tedesco Kraftwerk, Trans-Europe Express.